# Œillet sanguin
Dianthus cruentus
Espèce
Classification phylogénétique
L'œillet sanguin (Dianthus cruentus) est une espèce de plantes du genre Dianthus et de la famille des Caryophyllaceae. On le trouve en Albanie, en Bulgarie, dans les pays de l'ex-Yougoslavie, au Nord de la Grèce et en Turquie d'Europe.